# Comité ter bevordering van deugd en voorkoming van kwaad

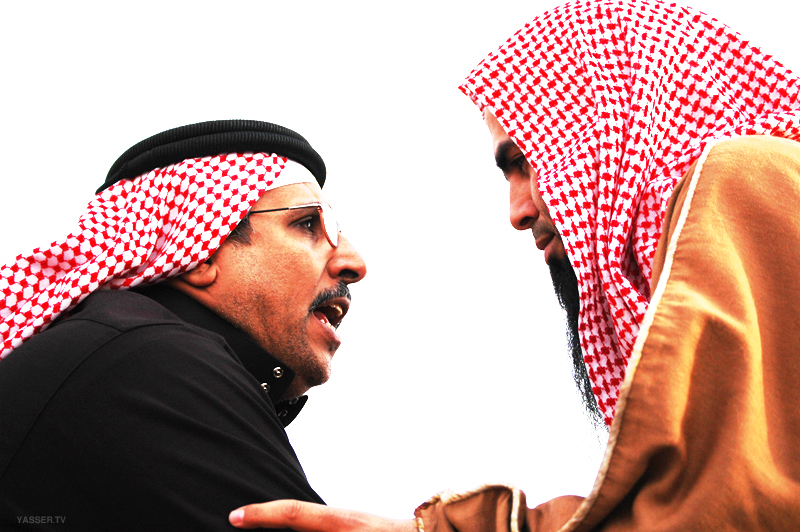
Een Moettawa (rechts) discussieert met een Saoedische burger

Het Comité ter bevordering van deugd en voorkoming van kwaad (Arabisch: هيئة الأمر بالمعروف والنهي عن المنك Engels: Commitee for the Promotion of Virtue and the Prevention of Vice (CPVPV) is het overheidsorgaan in Saoedi-Arabië dat dient als opdrachtgever voor de Moettaween (مطوعين), de religieuze politie die tot taak heeft de sharia zoals die in het koninkrijk wordt geïnterpreteerd te handhaven. Het bureau stond eerder bekend als het Comité ter bevordering van deugd en uitroeiing der zonde.
Het bureau telt zo'n 3500 vaste medewerkers, en nog veel meer vrijwilligers (het woord Moettawa betekent strikt genomen "vrijwilliger") die op straat, op vliegvelden en in winkelcentra het naleven van islamitische regelgeving afdwingen. Tot de regels waar de medewerkers van het bureau op toezien behoren onder meer de strikte kledingvoorschriften zoals het dragen van de abaya door vrouwen, de strikte scheiding der seksen, het meedoen aan de salat, het sluiten van winkels en restaurants tijdens de salat, en het bestrijden van ongewenste lectuur uit het Westen. Dat laatste gebeurt onder andere door het afplakken van afbeeldingen van te diepe decolletés op tijdschriftomslagen.
De agenten van het bureau dragen geen Westerse uniformen maar zijn gekleed in traditionele Saoedische kledij. Ze zijn daarentegen te herkennen aan hun nogal typische rechthoekige volle baarden, die vaak met henna rood geverfd zijn, en het feit dat hun hoofddoek (ghutrah of shemag) los zit, dus zonder de agaal (de dikke zwarte band die om het hoofd valt). Voorheen waren ze gewapend met dunne houten latten, maar na een hervorming in 2007 gaan ze  ongewapend over straat.
Er is binnenlands veel kritiek op de organisatie; na een brand in een meisjesschool in Mekka in 2002 waarbij de Moettawa kinderen verhinderden het brandende gebouw te verlaten omdat ze niet in decente kledij waren gestoken werd al een reeks fikse hervormingen doorgevoerd, en in 2012 kondigde een chef van het bureau aan voortaan geen vrijwilligers meer aan te nemen.

## Hervorming
De macht van het Comité ter bevordering van deugd en voorkoming van kwaad is in 2016 stevig aangepakt door nieuwe wetgeving die door Mohammad bin Salman al-Saoed geïnstigeerd was. Sedertdien mogen de moettaween niet meer mensen oppakken en vervolgen, maar moeten ze dit aan de wereldlijke politie overlaten.